# シンダール
シンダール（Sindar）は、J・R・R・トールキンの『指輪物語』『シルマリルの物語』に登場する種族。シンダールとは「灰色エルフ」のことを指す。しかしシンダールは自らを単にエゼル（Edhel、彼らの言葉でエルフの意味、複数形: Edhil、エジル）と称した。
ヴァラールの呼び出しに応えクウィヴィエーネンを旅立ったが、海を渡らず、アマンにたどり着かなかったエルフ（クウェンディ）のうち、エルウェ（灰色マント王シンゴル）に率いられてベレリアンドに入ったテレリの一族。エルダール。ナンドールらとともにウーマンヤールに含まれ、アヴァリとともにモリクウェンディに含まれる。
シンゴルの妻であるメリアンや中つ国沿岸域を守るオッセとウイネンの3名のマイアールから庇護と様々な知識と技術を与えられており、シンゴルの王国は他のモリクェンディとは一線を画した国力を有していた。そのため、薄暮のエルフ（Elves of the Twilight）と呼ばれることもあったという。